# Autophila orthotaenia
Autophila orthotaenia är en fjärilsart som beskrevs av Edward P. Wiltshire 1944. Autophila orthotaenia ingår i släktet Autophila och familjen nattflyn. Inga underarter finns listade i Catalogue of Life.